# Reforma Penal de Barjona de Freitas
A reforma penal de Barjona de Freitas foi uma lei promulgada em 1 de Julho de 1867 que alterou o Código Penal Português de 1852, e cujas principais reformas consistiram na abolição da pena de morte (reforma na qual Portugal foi pioneiro mundial), da  Pena de Trabalhos Públicos e na previsão da constituição de júris mistos.